# Dictymia brownii
Espèce

## Synonymes
- Dictymia attenuata (R. Br.) J. Sm.
- Dictymia mettenii Copel.
- Dictyopteris attenuata (R. Br.) C. Presl
- Drynaria browniana (Wikstr.) Fée
- Pleopeltis brownii (Wikstr.) Fourn.
- Polypodium attenuatum R. Br.
- Polypodium brownianum (Wikstr.) Spreng.
- Polypodium brownii Wikstr.
- Polypodium firmum Kaulf.
- Polypodium marginatum Bak.
- Polypodium mettenii Copel.

## Répartition
Australie et Nouvelle-Calédonie.